# 早瀬博雪
早瀬 博雪（はやせ ひろゆき、1966年10月26日 - ）はアニメーションの音響監督。サンオンキョー所属。
主にサンオンキョーの事実上の経営母体である日本アニメーション制作のアニメを担当することが多い。

## 参加作品

### テレビアニメ
1991年
- 少年アシベ

1993年
- 平成イヌ物語バウ[2]

1994年
- とんでぶーりん

1995年
- ママはぽよぽよザウルスがお好き

1996年
- 家なき子レミ

1997年
- さくらももこ劇場コジコジ
- スーパーフィッシング グランダー武蔵

1998年
- グランダー武蔵RV

1999年
- コレクター・ユイ（第1期）
- 週刊ストーリーランド（別の話を担当した高橋秀雄、大熊昭、小林克良と共同）
- 未来少年コナンII タイガアドベンチャー

2000年
- コレクター・ユイ（第2期）

2001年
- コスモウォーリアー零
- 神鵰侠侶 コンドルヒーロー
- ちびまる子ちゃん（音響代行→音響監督〈1416話 - 〉）

2002年
- 爆転シュート ベイブレード2002
- ガンフロンティア
- 神世紀伝マーズ

2003年
- SUBMARINE SUPER 99
- 爆転シュート ベイブレードGレボリューション

2004年
- 勇午 〜交渉人〜
- それいけ!ズッコケ三人組
- GANTZ 〜the first stage〜
- GANTZ 〜the 2nd stage〜
- ファンタジックチルドレン

2006年
- ぽかぽか森のラスカル
- タマ&フレンズ 探せ!魔法のプニプニストーン
- ヤマトナデシコ七変化♥

2007年
- ミヨリの森

2008年
- ポルフィの長い旅（音響制作担当）
- 西洋骨董洋菓子店 〜アンティーク〜
- ヒャッコ

2009年
- こんにちは アン 〜Before Green Gables

2010年
- カルルとふしぎな塔

2022年
- ラブオールプレー

### OVA
1991年
- 迷走王ボーダー 社会復帰編

1992年
- 強殖装甲ガイバー OVA ACT II（第2期）
- 鴉天狗カブト 黄金の目のケモノ
- ドラゴンスレイヤー英雄伝説 王子の旅立ち
- ハード&ルーズ 〜私立探偵・土岐正造トラブル・ノート〜

1994年
- 湘南純愛組!

2002年
- 世界名作劇場・完結版
- メーテルレジェンド

2004年
- 宇宙交響詩メーテル 銀河鉄道999外伝

2005年
- 僕は妹に恋をする

### 劇場アニメ
1994年
- 平成イヌ物語バウ 原始イヌ物語バウ（録音）

1996年
- ハーメルンのバイオリン弾き

2001年
- アリーテ姫

2002年
- 爆転シュート ベイブレード THE MOVIE 激闘!!タカオVS大地（音響効果）

### Webアニメ
2008年
- いくぜっ! 源さん